# Peter Duncan (Skirennläufer)
Peter Duncan (* 25. Juli 1944 in Sherbrooke) ist ein ehemaliger kanadischer Skirennläufer. Er gehörte von 1960 bis 1971 dem Kader der kanadischen Skinationalmannschaft an. In seiner Laufbahn wurde er vierfacher kanadischer Landesmeister.
Duncan schaffte bereits als 16-Jähriger den Sprung in das kanadische Skiteam. 1964 vertrat er in Innsbruck erstmals sein Land bei den Olympischen Winterspielen. Er ging bei allen drei Rennen an den Start. Bestes Resultat war der 19. Platz im Slalom. Bei seiner zweiten Olympiateilnahme 1968 in Grenoble wurde er, inzwischen Kapitän der Skinationalmannschaft, als bester Kanadier 18. im Riesenslalom, in der Abfahrt schied er aus. In den letzten Jahren seiner Karriere bestritt er noch einige auf dem amerikanischen Kontinent ausgetragene Weltcuprennen und platzierte sich vier Mal unter den besten zehn. 1970 wurde er bei den Weltmeisterschaften in Gröden Siebter in der Kombination.
Bei seinem Rücktritt aus der Nationalmannschaft wurde Duncan für seine Fairness, sein Auftreten und sein Talent, mit dem er Kanada bei internationalen Wettbewerben auf das Beste vertrat mit dem John Semmelink Memorial Award ausgezeichnet. 1986 wurde er in die Hall of Fame des Canada Ski Museums aufgenommen.
Duncan war nach seiner aktiven Laufbahn als Kommentator bei Skiübertragungen im kanadischen Fernsehen zu sehen.